# Musa Sadr
Seyyed Musa Sadr (Qom, 4 de junio de 1928 – desaparecido el 31 de agosto de 1978) fue un clérigo y mujtahid chiita prominente. Fundador del Consejo Supremo Islámico Chiita del Líbano, fue también considerado como un líder religioso y político de este país árabe. Algunos chiíes se refieren a él como el “Imán Musa Sadr”.
Estableció varias escuelas y clínicas en el sur del Líbano. En 1978 fue invitado por el gobierno libio de Muamar el Gadafi, pero desapareció al retorno a su país. El gobierno libio afirmó que abordó un avión con rumbo a Italia; Líbano acusó a Gadafi de haberlo encarcelado o de haberlo asesinado y hecho desaparecer.

## Biografía

### Etapa temprana de su vida
Seyyed Musa Sadr nació en el barrio Chahr Mardan de la ciudad de Qom. Su padre, Seyyed Sadr al-Din Sadr, fue el delegado del ‘Abd al-Karim Haeri (fundador del seminario de Qom), y un gran ayatolá en su tiempo. Sadr fue a la escuela en Qom y junto con su educación secundaria empezó a aprender ciencias islámicas en el seminario de esta misma ciudad.

### Su familia
La de Musa Sadr era una de las familias chiitas más grandes en los últimos dos siglos que han vivido en Irán, Irak, y Líbano. El abuelo paterno de Musa Sadr, Seyyed Ismael Sadr, fue delegado de Mirza Hasan Shirazi y Marya’ Taqlid absoluto de su tiempo. Su abuelo materno, Hoseyn Tabatabai Qomi, fue delegado de Seyyed Abolhasan Esfahani, y líder del levantamiento contra Reza Shah.

### Educación
Además de sus estudios en el seminario de Qom, Musa Sadr completó sus estudios secundarias y en el año 1950 ingresó en la Universidad de Teherán para estudiar el grado de Economía. Fue así cómo se convirtió en el primer clérigo-estudiante universitario. Sadr se graduó en el año 1953.
Después de terminar sus estudios en la Universidad de Teherán, Musa Sadr fue a Nayaf para continuar sus estudios religiosos, donde permaneció hasta 1958. En 1959, con recomendaciones de personas como los ayatolás Boruyerdí y Hakim, aceptó la invitación de Abdul Huseyn Sharaf al-Din, el fallecido líder libanés de los chiitas, y abandonó su país natal, Irán, para ir al Líbano como sucesor de Sharaf Al Din. Sus objetivos principales con esta marcha fueron por una parte reformar los asuntos culturales, sociales, económicos, y políticos de la sociedad chiita del Líbano, y por otra parte utilizar las capacidades únicas del Líbano para mostrar la cara verdadera de los chiitas al mundo.

### Vida en el Líbano
Desde principios de 1960, Sadr comenzó a analizar los factores que contribuyen al atraso social, económico y cultural de los chiitas libaneses e inició de actividades de gran alcance en temas de religión y cultura en las regiones chiitas del Líbano. Estos análisis y estudios se tradujeron en programas a corto, medio y largo plazo para luchar contra la pobreza que fueron diseñados y ejecutados desde mediados de 1960. En el invierno de 1961 y después de la renovación de la organización caritativa de “Al-bar wa al-Ihsan (en árabe: البر و الاحسان)”, Sadr diseñó un programa exprés para cubrir las necesidades económicas de las familias pobres, y con este programa acabó con la mendicidad callejera de la ciudad de Tiro y sus alrededores. La estrategia de Sadr consistía en ayudar a los chiíes del Líbano a ser iguales con otras ramas del Islam (y no ser privilegiados) en todos aspectos de la vida política, social, cultural, y económica del país. Desde los primeros días de su entrada en el Líbano, en invierno del 1959, Musa Sadr estableció la base de una relación amistosa y cooperativa con el obispo Youssef el-Khoury, el obispo Georges Haddad y con Sheykh Muhieddine Hasan, amén de otros líderes religiosos cristianos y sunnitas del país. Durante su vida en el Líbano también fundó el Consejo Supremo Islámico Chiita del Líbano y el Movimiento Amal.

### Destino
Musa Sadr llegó a Libia invitado por Muammar Al Gadafi un 25 de agosto de 1978 en lo que fue la última parte de una gira por países árabes. Seis días después, durante su estancia en Libia, Musa Sadr desaparece. Los poderes judiciales de los gobiernos del Líbano e Italia, y también investigaciones hechas por el Vaticano, han negado oficialmente las declaraciones del régimen libio según las cuales Sadr salió de Libia y llegó a Roma. Informaciones clasificadas y no clasificadas obtenidas en las dos últimas décadas demuestran completamente que Musa Sadr nunca abandonó Libia.
Mientras muchos reportes hablan de su asesinato por Gadafi, otros hablan de su confinamiento en prisiones de Libia. La última noticia que de él tenemos llegó en septiembre de 2012, cuando el ministro de Inteligencia de Gadafi contó que había sido asesinado tras una discusión con Gadafi, y enterrado en los suburbios de la capital. Sin embargo, la familia de Musa Sadr no lo creen, por lo que continúan reclamándolo por la vía legal.